# Ruttkay Sándor
Ruttkay Sándor (Maglód, 1849. július 11. – Szarvas, 1943. november 1.) evangélikus lelkész.

## Élete
Ruttkay Sándor (aki protestánsá lett) és Szeberényi Polixena fia. 1858-ban a pesti evangélikus gimnáziumba került, ahol két évet, a többi hatot a szarvasi főgimnáziumban töltötte; a teológia három tanfolyamát Pozsonyban végezte és még egy évet a bécsi teológiai fakultáson töltött. 1872-ben nevelőséget vállalt Tápiószelén Reinle nyugalmazott kapitány gyermekeinél. 1873-ban Dunaegyházára ment segédlelkésznek; innét 1874-ben Kiskőrösre szintén segédlelkésznek és magántanárnak. 1875. augusztus 20-án a salgótarjáni kezdőegyház lelkészének választotta. Itt három nyelven tartotta az istentiszteletet, kántor hiányában maga kezelte a fisharmóniumot és előénekelt; ez így tartott 15 évig, mígnem sikerült templomot, lelkészlakot és iskolát létesítenie, melyek értéke az ingatlanokkal együtt 80 000 korona. 1912-ben vonult nyugalomba, majd Szarvasra költözött.
Kezdetben az Üstökösbe küldött «humorisztikus papírszeletek»-et, Magyar nyelv a szószéken címmel ő küldte az első cikkeket; több költeményt írt a vidéki lapokba s a Protestáns Papnak is munkatársa volt.

## Művei
- Kis imakönyv, gyermekek számára, versekben. Bpest,... (2. bőv. k. Uo. 1886., 3. k. 1891. Salgó-Tarján, 5. kiadás. Losoncz, 1903).
- Egészségi, erkölcsi és illemszabályok Bpest, 1886. (2. bőv. kiadás. 1887., 12. k. 1903. Uo. Eddig 14 kiadást ért 120,000 példányban. Ism. Néptanítók Lapja 1887. 484., 1888, 349., Prot. Egyh. és Iskolai Lap 1887. 21. sz.).
- Vallástan, Losoncz 1883. (4. és 5. bőv. k. Bpest, 1899).
- Keresztény egyháztörténet. Elemi iskolák használatára. Bpest, 1899. (Eddig 3 kiadást ért.).
- Konfirmandusok könyve. (Előkészület az Úrasztalához.) Dr. Szeberényi János «Vezérfonala» nyomán... (4. kiadás. Bpest, 1899. 6. bővített és jav. k. Losoncz, 1903.)
- Konfirmatiói emléklapok... (Versekben, tótul is).
- Keresztény istentisztelet, ipartanonczok és vasárnapi iskolák részére...
- Nemzeti szent énekek. Kossuth, Erzsébet királyné, az aradi vértanuk emlékére...
- Salgóvár és Salgótarján. Történelmi rajz. Losoncz 1902. (Több kiadást ért).
- Jungmann Mihály vasuti és körorvos humorisztikus jellemrajza. Losoncz, 1902.
- Salgótarjáni evang. egyház története...
- Egyházi beszédek. Különféle nemzeti ünnepi alkalmakra. Kossuth Lajos, Erzsébet királyné, Aradi vértanuk emlékére...
- Hazafias beszédek 1848. márcz. 15. emlékére...
- Gyászbeszéd, melyet Kossuth Lajos Magyarország volt kormányzója, a haza legnagyobb fia emlékére 1894. ápr. 8. tartott. Salgó-Tarján.
- A salgó-tarjáni protestáns egyház jubiláris Évkönyve 1897. évről XI. évfolyam. Uo.
- Emlékbeszéd, melyet az aradi vértanuk hősi halálának félszázados évfordulóján 1899. okt. 6. a salgó-tarjáni ev. templomban tartott. Hely n.
- Kis imakönyv. Bpest, 1899. (4. kiadás).
- Alkalmi szent énekek. Salgó-Tarján, 1902.
- Márczius 15-ike 55. évfordulóján. Bpest, 1903. (Költ., szerző arczképével).
- Luther Márton. Losoncz, év. n. (Költ.).
- Temetési énekek... (Magyar, német és tót szöveggel).
- Szarvasi deák-évek 1862-68. Humorisztikus rajzokban. a képeket rajzolta Nógrádi Pál. Balassa-Gyarmat, 1906.
- Evangeliomi közös Istentisztelet. Ipartanonczok és ismétlősök számára. Salgó-Tarján, év n.
- Egyházi beszéd, melyet dr. Baltik Frigyes kánoni egyházlátogatása alkalmából tartott. Uo. év n.
- Szarvasi diákélet. Balassagyarmat, 1906.